# Rhinosimus pallidipennis
Rhinosimus pallidipennis is een keversoort uit de familie platsnuitkevers (Salpingidae). De wetenschappelijke naam van de soort werd in 1895 gepubliceerd door Arthur Mills Lea.